# 三汊港镇
三汊港镇，是中华人民共和国江西省九江市都昌县下辖的一个乡镇级行政单位。

## 行政区划
三汊港镇下辖以下地区：
岭东社区、三汊港镇社区、黄岗村、铁炉村、铸山村、梅西村、荷塘村、茅岭村、亮星村、长虹村、左桥村和赤岸村。